# Dick Clark Productions

Sigla Dick Clark

Dick Clark Productions este o companie de producție de emisiuni de televiziune fondată în 1957 de către  Dick Clark.
Studioul produce în primul rând emisiuni de decernare a unor premii și alte programe de divertisment muzical, printre care se numără Billboard Music Awards (în colaborare cu revista Billboard), Dick Clark's New Year's Rockin' Eve,  Premiile Globul de Aur (în colaborare cu Hollywood Foreign Press Association), So You Think You Can Dance? (cu 19 Entertainment).
Compania a fost vândută unui grup media condus de Daniel Snyder în 2007 pentru 150 de milioane de dolari. 

## Legături externe
- Site-ul oficial